# 北格蘭維爾 (紐約州)
北格蘭維爾（英語：North Granville）是位於美國紐約州華盛頓縣的普查規定居民點。

## 人口
根據2020年美國人口普查的數據，北格蘭維爾的面積為2.70平方千米，皆為陸地。當地共有人口524人，而人口密度為每平方千米194.07人。